# تپه روشندل اسکل ۲
تپه روشندل اسکل دو مربوط به سده‌های ۷ تا ۱۰ ه.ق است و در شهرستان زابل، بخش مرکزی، دهستان بنجار، ۸۰۰ متری جنوب شرق روستای روشندل اسکل، ۲۵۰ متری تپه روشندل اسکل یک واقع شده و این اثر در تاریخ ۲ مرداد ۱۳۸۷ با شمارهٔ ثبت ۲۳۱۴۰ به‌عنوان یکی از آثار ملی ایران به ثبت رسیده است.